# Protandrena protuberata
Protandrena protuberata är en biart som beskrevs av Timberlake 1976. Protandrena protuberata ingår i släktet Protandrena och familjen grävbin. Inga underarter finns listade i Catalogue of Life.